# New York Knicks 1954-1955
La stagione 1954-55 dei New York Knicks fu la 9ª nella NBA per la franchigia.
I New York Knicks arrivarono secondi nella Eastern Division con un record di 38-44. Nei play-off persero la semifinale di division con i Boston Celtics (2-1).

## Roster
| N°  | Naz.                   | Ruolo | Sportivo       | Anno | Alt. | Peso |
| --- | ---------------------- | ----- | -------------- | ---- | ---- | ---- |
| 3   | Stati Uniti (bandiera) | GA    | Bob Knight     | 1929 | 188  | 84   |
| 4   | Stati Uniti (bandiera) | GA    | Carl Braun     | 1927 | 196  | 82   |
| 5   | Stati Uniti (bandiera) | GA    | Bert Cook      | 1929 | 191  | 84   |
| 6-7 | Stati Uniti (bandiera) | G     | Gene Shue      | 1931 | 188  | 77   |
| 8   | Stati Uniti (bandiera) | AC    | Nat Clifton    | 1922 | 198  | 100  |
| 9   | Stati Uniti (bandiera) | G     | Fred Christ    | 1930 | 193  | 95   |
| 9   | Stati Uniti (bandiera) | A     | Bob Peterson   | 1932 | 196  | 95   |
| 10  | Stati Uniti (bandiera) | GA    | Jim Baechtold  | 1927 | 193  | 93   |
| 11  | Stati Uniti (bandiera) | AC    | Harry Gallatin | 1927 | 198  | 95   |
| 12  | Stati Uniti (bandiera) | A     | Don Anielak    | 1930 | 201  | 86   |
| 12  | Stati Uniti (bandiera) | GA    | Paul Hoffman   | 1925 | 188  | 88   |
| 14  | Stati Uniti (bandiera) | G     | Herm Hedderick | 1930 | 196  | 77   |
| 15  | Stati Uniti (bandiera) | G     | Dick McGuire   | 1926 | 183  | 82   |
| 16  | Stati Uniti (bandiera) | GA    | Jack Turner    | 1930 | 193  | 77   |
| 17  | Stati Uniti (bandiera) | G     | Chuck Grigsby  | 1928 | 196  | 86   |
| 19  | Stati Uniti (bandiera) | C     | Ray Felix      | 1930 | 211  | 100  |

## Staff tecnico
- Allenatore: Joe Lapchick